# William Lake Provincial Park
William Lake Provincial Park är en park i Kanada.   Den ligger i provinsen Manitoba, i den sydöstra delen av landet, 1 900 km väster om huvudstaden Ottawa. William Lake Provincial Park ligger 643 meter över havet.
Terrängen runt William Lake Provincial Park är platt.Trakten runt William Lake Provincial Park är nära nog obefolkad, med mindre än två invånare per kvadratkilometer.. Närmaste större samhälle är Boissevain, 19,9 km norr om William Lake Provincial Park. 
Omgivningarna runt William Lake Provincial Park är en mosaik av jordbruksmark och naturlig växtlighet.